# ジミー・スミス

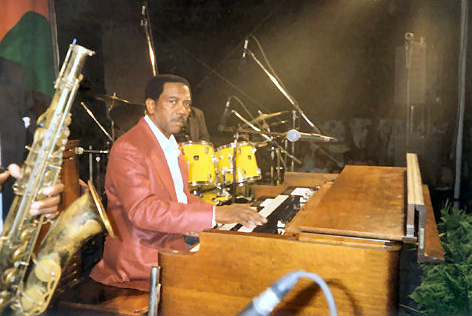
ハモンドオルガンとジミー・スミス（1994年）

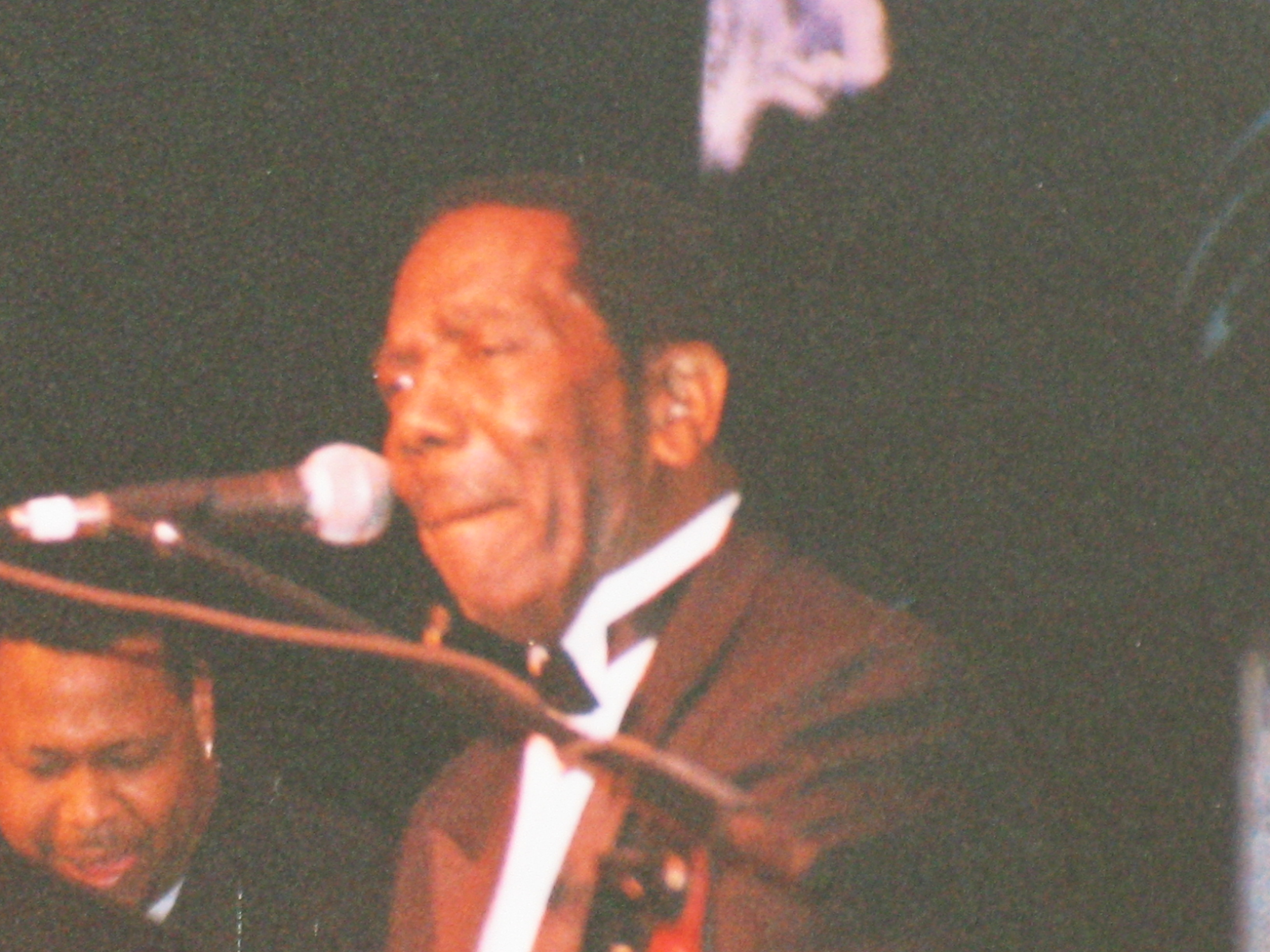
ジミー・スミス（2005年）

ジミー・スミス（Jimmy Smith、1925年12月8日 - 2005年2月8日）は、アメリカのジャズ・ミュージシャン、オルガン奏者。

## 来歴
アメリカ合衆国ペンシルベニア州生まれ。ジャズ・ピアニストから後にハモンドオルガン奏者としてソウル・ジャズというスタイルを確立し活躍、B-3という形のハモンドオルガンを普及させた。特徴的なのは音色（16'、5-1/3'、8'のドローバーを全開にし、3rdパーカッションを入れた）と下鍵盤で演奏する左手ベース（足鍵盤を軽く蹴って音程感のないアクセントをつけ、ウッド・ベースの様な音色にした）で、多くの後進オルガニスト達が手本にした。
1950年代にニューヨークを中心に活動、1957年にブルーノート・レーベルからリリースしたレコードによりチャンスを迎え、以後も同レーベルから数々の傑作を発表した。従来にないファンキーで斬新なオルガン奏法は、マイルス・デイヴィスをして「世界8番目の不思議」と言わしめるほどであった。非常な多作家であり、特に1956年から1960年にかけては、ほぼ年間5枚以上のペースでアルバムを発表した。1963年にヴァーヴと契約。1970年代に入ると10年近く活動を休止したが、その後再び活動を開始した。
屋外ローラースケート場とダンスフロアに直接オルガンを持ち込んでみせたという逸話もある。
代表アルバムに『ザ・サーモン!』『ザ・キャット』『ルート・ダウン』等がある。また、マイケル・ジャクソンの楽曲「バッド」にも参加した。
当時は殆どのジャズマンがスーツを着ていた中でニットを主に着用していたことでも知られる。

## ディスコグラフィ

### リーダー・アルバム
1950年代
- 『ア・ニュー・サウンド・ア・ニュー・スター』 - A New Sound... A New Star... Jimmy Smith at the Organ Volume 1（1956年2月18日録音）(Blue Note #1512) 1956年
- 『ザ・チャンプ』 - A New Sound A New Star: Jimmy Smith at the Organ Volume 2（1956年3月27日録音）(Blue Note #1514) 1956年
- 『ジ・インクレディブル・ジミー・スミス Vol.3』 - The Incredible Jimmy Smith at the Organ Volume 3（1956年6月17日、18日録音）(Blue Note #1525) 1956年
- 『クラブ・ベイビー・グランドのジミー・スミス Vol.1』 - At Club Baby Grand Volume 1（1956年8月4日録音）(Blue Note #1528) 1956年（デラウェア州ウィルミントンにおけるライヴ）
  - 『クラブ・ベイビー・グランドのジミー・スミス Vol.2』 - At Club Baby Grand Volume 2（1956年8月4日録音）(Blue Note #1529) 1956年
- 『ア・デイト・ウィズ・ジミー・スミス Vol.1』 - A Date with Jimmy Smith Volume 1（1957年2月11日、13日録音）(Blue Note #1547) 1957年
  - 『ア・デイト・ウィズ・ジミー・スミス Vol.2』 - A Date with Jimmy Smith Volume 2（1957年2月11日、12日録音）(Blue Note #1548) 1957年
  - 『ザ・サウンズ・オブ・ジミー・スミス』 - The Sounds of Jimmy Smith（1957年2月11日、12日録音）(Blue Note #1556) 1957年
  - 『ジミー・スミス・アット・ジ・オルガン Vol.1』 - Jimmy Smith at the Organ Volume 1（1957年2月12日録音）(Blue Note #1551) 1957年
    - 『ジミー・スミス・アット・ジ・オルガン Vol.2』 - Jimmy Smith at the Organ Volume 2（1957年2月12日、13日録音）(Blue Note #1552) 1957年
- 『プレイズ・プリティ・ジャスト・フォー・ユー』 - Plays Pretty Just for You（1957年5月録音）(Blue Note #1563) 1957年
- 『ジミー・スミス・トリオ +L.D.』 - Jimmy Smith Trio + LD（1957年7月録音）(Blue Note) 1957年（日本限定発売）
- 『スモールズ・パラダイスのジミー・スミス Vol.1』 - Groovin' at Smalls' Paradise Volume 1（1957年11月14日、18日録音）(Blue Note #1585) 1958年（ライヴ）
  - 『スモールズ・パラダイスのジミー・スミス Vol.2』 - Groovin' at Smalls' Paradise Volume 2（1957年11月14日、18日録音）(Blue Note #1586) 1958年
- 『ロンサム・ロード』 - Lonesome Road（1957年11月20日録音）(Blue Note) 1996年
- 『ハウス・パーティ』 - House Party（1957年8月25日、1958年2月25日録音）(Blue Note #4002) 1958年
  - 『ザ・サーモン！』 - The Sermon（1957年8月25日、1958年2月25日録音）(Blue Note #4011) 1959年
  - 『コンファメーション』 - Confirmation （1957年8月25日、1958年2月25日録音）(Blue Note) 1979年
  - 『ソフトリー・アズ・ア・サマー・ブリーズ』 - Softly as a Summer Breeze（1958年2月26日録音）(Blue Note #4200) 1965年
- 『クール・ブルース』 - Cool Blues（1958年4月録音）(Blue Note) 1980年
- Six Views of the Blues（1958年7月録音）(Blue Note) 1999年
- 『ホーム・クッキン』 - Home Cookin'（1958年7月～1959年6月録音）(Blue Note #4050) 1960年

1960年代
- 『クレイジー・ベイビー』 - Crazy! Baby（1960年1月4日録音）(Blue Note #4030) 1960年
- 『オープン・ハウス』 - Open House（1960年3月22日録音）(Blue Note) 1968年
  - 『プレーン・トーク』 - Plain Talk（1960年3月22日録音）(Blue Note) 1968年
- 『ミッドナイト・スペシャル』  - Midnight Special（1960年4月25日録音）(Blue Note #4078) 1961年
  - 『バック・アット・ザ・チキン・シャック』 - Back at the Chicken Shack（1960年4月25日録音）(Blue Note) 1963年
- 『ジミー・スミス・プレイズ・ファッツ・ウォーラー』 - Plays Fats Waller（1962年1月23日録音）(Blue Note #4100) 1962年
- 『バッシン』 - Bashin': The Unpredictable Jimmy Smith（1962年3月録音）(Verve) 1962年
- I'm Movin' On（1963年1月31日録音）(Blue Note) 1967年
  - Bucket!（1963年2月1日録音）(Blue Note) 1966年
- 『ロッキン・ザ・ボート』 - Rockin' the Boat（1963年2月7日録音）(Blue Note #4141) 1963年
  - 『プレイヤー・ミーティン』 - Prayer Meetin'（1963年2月8日録音）(Blue Note #4164) 1964年
- 『ホーボー・フラッツ』 - Hobo Flats（1963年3月録音）(Verve) 1963年
- Any Number Can Win（1963年7月録音）(Verve) 1963年（一部、クラウス・オガーマンが編曲）
- ケニー・バレルと共同名義, 『ブルー・バッシュ！』 - Blue Bash!（1963年7月録音）(Verve) 1963年
- 『ヴァージニア・ウルフなんかこわくない』 - Who's Afraid of Virginia Woolf?（1964年1月録音）(Verve) 1964年
- 『ザ・キャット』 - The Cat（1964年4月録音）(Verve) 1964年
- Christmas '64（1964年4月、9月録音）(Verve) 1964年。のち改題 Christmas Cookin' (Verve) 1966年。
- 『モンスター』 - Monster（1965年1月録音）(Verve) 1965年
- Jimmy Smith and the Trio en Concert – Salle Pleyel 28 Mai 1965（1965年5月28日録音）(Trema) 1992年（ライヴ。CD 2枚組。）
- 『オルガン・グラインダー・スウィング』 - Organ Grinder Swing（1965年6月録音）(Verve) 1965年
- Jimmy Smith In Hamburg – Live! (Verve) 1965年。のち改題 Incredible! (Metro) 1967年。（ハンブルクにおけるライヴ）
- 『ガット・マイ・モジョ・ワーキン』 - Got My Mojo Workin'（1965年12月録音）(Verve) 1966年
- La Métamorphose des Cloportes 1965年（サウンドトラック。フランス限定発売。）
- Peter & the Wolf（1966年5月録音） (Verve) 1966年
- Hoochie Coochie Man（1966年6月録音）(Verve) 1966年
- ウェス・モンゴメリーと共同名義, 『ダイナミック・デュオ』 - Jimmy & Wes: The Dynamic Duo（1966年9月21日、23日、28日録音）(Verve) 1966年
  - ウェス・モンゴメリーと共同名義, 『新たなる冒険』 - Further Adventures of Jimmy and Wes（1966年9月21日、28日録音）(Verve) 1968年
- 『リスペクト』 - Respect（1967年6月録音）(Verve) 1967年
- 『ステイ・ルース』 - Stay Loose...Jimmy Smith Sings Again（1968年1月）(Verve) 1968年
- 『リヴィン・イット・アップ!』 - Livin' It Up（1968年5月録音）(Verve) 1968年
- 『ザ・ボス』 - The Boss（1968年11月20日録音）(Verve) 1968年（ライヴ）
  - Pleyel, Nov. 20th, 1968 Pleyel, Dec. 1st, 1969（1968年11月20日、1969年12月1日録音）(LaserLight Digital) 2002年（ライヴ。CD 2枚組。）

1970年代
- 『グルーヴ・ドロップス』 - Groove Drops（1970年録音）(Verve) 1970年
- 『ジミーの新しき世界』 - The Other Side of Jimmy Smith (Verve) 1970年
- I'm Gonna Git Myself Together (MGM) 1971年
- In a Plain Brown Wrapper (Verve) 1971年
- 『ルート・ダウン』 - Root Down - Jimmy Smith Live! （1972年2月録音）(Verve) 1972年（ライヴ）
- 『ブルースミス』 - Bluesmith（1972年9月録音）(Verve) 1972年
- 『ポルトガル・ソウル』 - Portuguese Soul（1973年2月録音）(Verve) 1973年
- 『ブラック・スミス』 - Black Smith（1974年11月録音）(Pride/MGM) 1974年
- Paid in Full (Mojo) 1974年
- Live in Israel (Isradisc) 1974年（テルアビブにおけるライヴ。イスラエル限定発売。）
  - '75（1974年10月14日、1975年録音）(Mojo) 1975年（1974年10月14日録音はテルアビブにおけるライヴ）
- 『スリッパリー・ヒップス』 - Sit On It! (Mercury) 1977年。のちCD化 (Soul Brother) 2012年。
- It's Necessary: Recorded Live at Jimmy Smith's Supper Club (Mercury) 1977年（ライヴ）
- Unfinished Business（1978年1月録音）(Mercury) 1978年。のちCD化 (Soul Brother) 2012年。

1980年代
- 『ザ・キャット・ストライクス・アゲイン』 - The Cat Strikes Again  (Wersi) 1980年
- ケニー・バレル、グラディ・テイトと共同名義, Second Coming (Mojo) 1981年
- エディ・ハリスと共同名義, All the Way Live（1981年8月録音）(Milestone) 1996年（サンフランシスコ「キーストン・コーナー (Keystone Korner) 」におけるライヴ）
- 『オフ・ザ・トップ』 - Off the Top（1982年6月録音）(Elektra Musician) 1982年
- 『ワン・ナイト・ウィズ・ブルーノート』 - One Night with Blue Note（1985年2月録音）(Blue Note) 1985年（ライヴ）
- 『プライム・タイム 』 - Prime Time (Milestone/Victor) 1989年

1990年代
- スタンリー・タレンタイン、ケニー・バレルと共同名義, Fourmost（1990年11月録音）(Milestone) 1991年（ニューヨーク「Fat Tuesday's」におけるライヴ）
  - スタンリー・タレンタイン、ケニー・バレル、グラディ・テイトと共同名義, Fourmost Return（1990年録音）(Milestone) 2001年（ニューヨーク「Fat Tuesday's」におけるライヴ）
- 『サム・シリアス・ブルース』 - Sum Serious Blues（1993年1月録音）(Milestone) 1993年
- 『ダム!』 - Damn!（1995年1月24日、25日録音）(Verve) 1995年
  - 『エンジェル・アイズ』 - Angel Eyes: Ballads & Slow Jams（1995年1月25日、26日録音）(Verve) 1996年

2000年代
- 『ドット・コム・ブルース』 - Dot Com Blues（2000年2月、4月、6月録音）(Verve) 2001年
- Daybreak（1999年10月、2001年4月録音）(West Wind) 2002年。のち改題 The Cat Swings Again (Jazz Hour) 2003年。のち改題 Black Cat (Castle Pie) 2004年。

### コンピレーション
- 『バイ・バイ・ブラックバード』 - Standards（1957年8月～1959年5月録音）(Blue Note) 1998年
- 『オン・ザ・サニー・サイド』 - On The Sunny Side（1957年8月～1960年4月）(Blue Note) 1981年
- 『ブルーノート・イヤーズ 』 - Best Of Jimmy Smith - The Blue Note Years  (Blue Note) 1988年
- 『ウォーク・オン・ザ・ワイルド・サイド 』 - Walk On The Wild Side: Best-Verve Years (Verve) 1995年（CD 2枚組）
- The Definitive Jimmy Smith (Blue Note) 2002年
- Retrospective (Blue Note) 2004年（CD 4枚組）